# Notaphus semipunctatus
Notaphus semipunctatus é uma espécie de insetos coleópteros pertencente à família Carabidae.
A autoridade científica da espécie é Donovan, tendo sido descrita no ano de 1806.
Trata-se de uma espécie presente no território português.